# Anarchy Online
Anarchy Online — научно-фантастическая MMORPG, разрабатывавшаяся норвежской компанией Funcom с 1995 года и выпущенная в 2001 году. Действие игры происходит в 29475 году на планете Rubi-Ka и её двойнике в другом измерении Shadowlands.

## Сюжет
Действия игры разворачиваются между двумя враждующими сторонами: корпорацией Omni-Tek и повстанцами Clans. Они сражаются за контроль над планетой и месторождениями нотума. Нотум, являющийся самым дорогим веществом во вселенной, также служит источником энергии для нанороботов. Эти микроскопические роботы можно программировать на любые задачи, эффекты от этого схожи с магией, они могут нагревать и охлаждать предметы, вылечивать любые ранения, защищать от различных вредных воздействий и даже открыли возможность воскрешать погибших при помощи технологии клонирования, после того как была открыта т. н. «душа» — информационная составляющая человека, которую в момент смерти нанороботы переносят во вновь созданное тело.
Нанотехнологии также позволили создать генетически изменённые расы, которые и проживают на Rubi-Ka: Solitus, Opifex, Nanomage, Atrox.
Сюжет игры в большей части можно определить как нанопанк.

## Система оплаты
Игра предоставляет смешанный сервис. Имеется возможность играть бесплатно, но без доступа к контенту из дополнений (кроме Notum Wars, см. ниже). Все дополнения доступны лишь для тех, кто оплачивет абонентскую плату (с помощью кредитной карты или через платёжный сервис PayByCash).
В связи с беспрецедентным уровнем мошенничеств при покупке препэйд карт Anarchy Online с марта 2008 года они больше не продаются.
Есть возможность активировать только дополнение Shadowlands, при этом стоимость подписки снижается.

## Содержание
Игрокам предоставляется возможность выбрать пол, расу (раса Atrox беспола), внешний вид персонажа, его игровое имя, сторону конфликта: Omni-Tek, Neutral, Clan. Завершающим этапом создания персонажа является выбор профессии (класс) из предлагаемых: Adventurer, Agent, Bureaucrat, Doctor, Enforcer, Engineer, Fixer, Keeper, Martial Artist, Meta Physicist, Nano Technician, Shade, Soldier and Trader.
Каждая профессия имеет свои уникальные навыки и нанопрограммы.
В Anarchy Online на данный момент самая развитая система скиллов. Все скиллы доступны любому, независимо от расы/профессии. Однако лёгкость развития этих скиллов зависит от выбранной профессии.
Максимальный уровень персонажа 220 (200 начальных и 20 уровней были добавлены в дополнении Shadowlands). Дополнение Alien Invasion принесло 30 дополнительных уровней. 70 уровней исследования добавлено в Lost Eden. Так же появились уровни глобального исследования для каждой из сторон конфликта.

## Дополнения
На данный момент к игре выпущено 3 полноценных дополнения и 2 т. н. booster pack (небольших дополнений).

### Notum Wars (booster pack)
В конце ноября 2002 года Anarchy Online получила расширение Notum Wars. Был добавлен ключевой элемент системы PvP Anarchy Online — башни. В этом расширении члены организаций (название объединений игроков в Anarchy Online) получили возможность строить свои постройки на специально отведённых территориях. Контрольная башня (Control Tower) является центральной основой, вокруг неё игроки могут располагать различные дополнительные башни, которые будут давать им определённые бонусы. Важен тот момент, что башни могут быть атакованы другими игроками, позволив им в случае успеха захватить эту территорию себе.
От общего количества башен, которым владеет сторона конфликта также зависит прибавка к получаемому опыту игроками этой стороны.

### Shadowlands
| Сводный рейтинг | Сводный рейтинг |
| Агрегатор       | Оценка          |
| --------------- | --------------- |
| GameRankings    | 83,73 %         |

В сентябре 2003 года вышло дополнение Anarchy Online: Shadowlands. Независимой гильдией J.A.M.E. (Jobe Assotiation of Metaphysical Exploration) в удивительном, парящем в облаках городе Jobe был открыт портал в другое измерение — Shadowlands. Некогда оно было единым целым с Rubi-Ka, однако катаклизм отделил разрываемую на части Shadowlands и поместил её в другое измерение.
Здесь можно встретить древние расы, такие как Redeemed и Unredeemed, различных диковинных существ, компьютер Ergo, соединённый со всем миром и воспринимающий людей как потомков древней расы. Это дополнение очень органично соединяет в себе части фэнтези и научной фантастики и отлично вписывается в общий мир Anarchy Online.
По масштабам это дополнение сопоставимо с оригинальной игрой. Оно ввело целый новый мир, 2 новые профессии (Keeper и Shade), новую музыку, графику, новые предметы, квесты, монстры. Был затронут почти каждый игровой момент.

### Alien Invasion
| Сводный рейтинг | Сводный рейтинг |
| Агрегатор       | Оценка          |
| --------------- | --------------- |
| GameRankings    | 74,23 %         |

В сентябре 2004 развивая сюжетную линию выходит это дополнение. На мир Rubi-Ka нападют полчища неизвестно откуда появившихся пришельцев.
В этом дополнении игрокам предоставляется возможность строить свои собственные города, открывать автоматизированные магазины и отражать атаки пришельцев.

### Lost Eden
13 декабря 2006 года было выпущено дополнение «Lost Eden», призванное расширить возможности PvP.
В этом дополнении игрокам предоставляется возможность сражаться за контроль над орбитальными боевыми станциями, пилотировать механизированные боевые машины, а также нападать на космический корабль-носитель пришельцев.

### Legacy of the Xan (booster pack)
Legacy of the Xan стал доступен 19 февраля 2009. В нём дальше развиваются сюжетная линия террористической организации Dust Brigade и пришельцев из Alien Invasion. Появились новые игровые зоны, предметы и апгрейды для популярных старых предметов.

## Оценки
| Сводный рейтинг | Сводный рейтинг |
| Агрегатор       | Оценка          |
| --------------- | --------------- |
| GameRankings    | 69,44 %         |